# Гиппот (сын Филанта)
Гиппот (др.-греч. Ἱππότης «управляющий конями, лихой ездок, всадник») — персонаж древнегреческой мифологии эпохи «Темных веков». Сын Филанта и Липефилы, дочери Иолая, внук Антиоха, сына Геракла (у Диодора ошибочно сын Геракла). Когда войско Гераклидов собралось в Навпакте, убил прорицателя Карна. Тогда войско поразил гнев Аполлона. По повелению бога был изгнан на десять лет. По другой версии, в Спарте убил прорицателя Крия. Основатель Книда, к нему возводил свой род книдянин Пентафл (VI в. до н. э.). Участвовал в основании колонии на Симе вместе с Навсом. Отец Алета, царя Коринфа.